# Sigisbert Dolinschek
Sigisbert Dolinschek (* 18. Februar 1954 in Klagenfurt) ist ein österreichischer Politiker zuerst der FPÖ, dann des BZÖ.

## Leben
Der gelernte Werkzeugmacher (Lehrabschluss 1973; Werkmeisterschule 1982–1984) war bis 2001 bei verschiedenen Werkzeugbaufirmen in Kärnten als technischer Angestellter tätig, ehe er hauptberuflich in die Politik wechselte.
Seine politische Laufbahn begann er 1984 als Mitbegründer der FPÖ-Ortsgruppe Sankt Margareten im Rosental, wo er auch von 1985 bis 2003 Mitglied des Gemeinderates war. Von November 1990 bis 2013 war er Abgeordneter zum Nationalrat, wobei er auch als Sozialsprecher tätig war. Zwischen Jänner 2005 und Jänner 2007 war er Staatssekretär im österreichischen Bundesministerium für soziale Sicherheit und Generationen.
Dolinschek war bis Juli 2008 Bezirksparteiobmann des BZÖ Klagenfurt/Land. Außerdem ist er Vorsitzender der BZÖ-Arbeitnehmer in Kärnten. Am 25. März 2011 wurde Dolinschek anstelle von Stefan Petzner zum geschäftsführenden Landesobmann des BZÖ Kärnten ernannt.
Als Nationalratsabgeordneter war er in der Legislaturperiode bis 2013 Mitglied in folgenden Ausschüssen:
Ausschuss für Arbeit und Soziales, Ausschuss für Konsumentenschutz, Verkehrsausschuss.
Nachdem das BZÖ bei der Nationalratswahl 2013 gescheitert war, trat Dolinschek als Landesparteiobmann zurück.

## Auszeichnungen
- 2001: Großes Silbernes Ehrenzeichen für Verdienste um die Republik Österreich[3]
- 2014: Großes Silbernes Ehrenzeichen mit dem Stern für Verdienste um die Republik Österreich